# Ipagala
Ipagala è una circoscrizione urbana (urban ward) della Tanzania situata nel distretto urbano di Dodoma, regione di Dodoma. Conta una popolazione di 18 146 abitanti (censimento 2012).